# Internazionali di Tennis Verona 2023
Gli Internazionali di Tennis Verona 2023 sono stati un torneo maschile di tennis professionistico giocato sulla terra rossa. È stata la 3ª edizione del torneo, facente parte della categoria Challenger 100 nell'ambito dell'ATP Challenger Tour 2023. Si è giocato al Circolo Tennis Scaligero di Verona, in Italia, dal 24 al 30 luglio 2023.

## Partecipanti

### Teste di serie
| Nazionalità | Giocatore               | Ranking* | Testa di serie |
| ----------- | ----------------------- | -------- | -------------- |
| Belgio      | David Goffin            | 111      | 1              |
| Francia     | Hugo Gaston             | 120      | 2              |
| Spagna      | Pedro Martínez          | 127      | 3              |
| Francia     | Benoît Paire            | 131      | 4              |
| Italia      | Francesco Passaro       | 156      | 5              |
| Australia   | Marc Polmans            | 170      | 6              |
| Argentina   | Camilo Ugo Carabelli    | 178      | 7              |
| Argentina   | Genaro Alberto Olivieri | 179      | 8              |
| Ucraina     | Vitaliy Sachko          | 187      | 9              |

* Ranking al 17 luglio 2023.

### Altri partecipanti
I seguenti giocatori hanno ricevuto una wild card per il tabellone principale:
- Pedro Martínez
- Carlos Taberner
- Jiří Veselý

Il seguente giocatore è entrato in tabellone come special exempt:
- Hugo Gaston

I seguenti giocatori sono entrati in tabellone come alternate:
- Salvatore Caruso
- Benjamin Hassan
- Vít Kopřiva

I seguenti giocatori sono passati dalle qualificazioni:
- Lukas Neumayer
- Samuel Vincent Ruggeri
- Stefano Napolitano
- Tseng Chun-hsin
- Mathias Bourgue
- Valentin Royer

Il seguente giocatore è entrato in tabellone come lucky loser:
- Max Houkes

## Punti e montepremi
| Torneo    | Torneo              | V      | F     | SF    | QF    | 2T    | 1T    | Q | Q2  | Q1  |
| Singolare | Punti               | 100    | 60    | 36    | 20    | 9     | 0     | 5 | 2   | 0   |
| Singolare | Premi in denaro (€) | 16,020 | 9,415 | 5,555 | 3,240 | 1,900 | 1,160 | – | 580 | 290 |
| Doppio    | Punti               | 100    | 60    | 36    | 20    | –     | 0     | – | –   | –   |
| Doppio    | Premi in denaro (€) | 6,845  | 4,050 | 2,400 | 1,420 | –     | 800   | – | –   | –   |

## Campioni

### Singolare
Vít Kopřiva ha sconfitto in finale  Vitaliy Sachko con il punteggio di 1–6, 7–6(3), 6–2.

### Doppio
Federico Gaio /  Andrea Pellegrino hanno sconfitto in finale  Daniel Dutra da Silva /  Nick Hardt con il punteggio di 7–6(6), 6–2.